# Jan Drummen

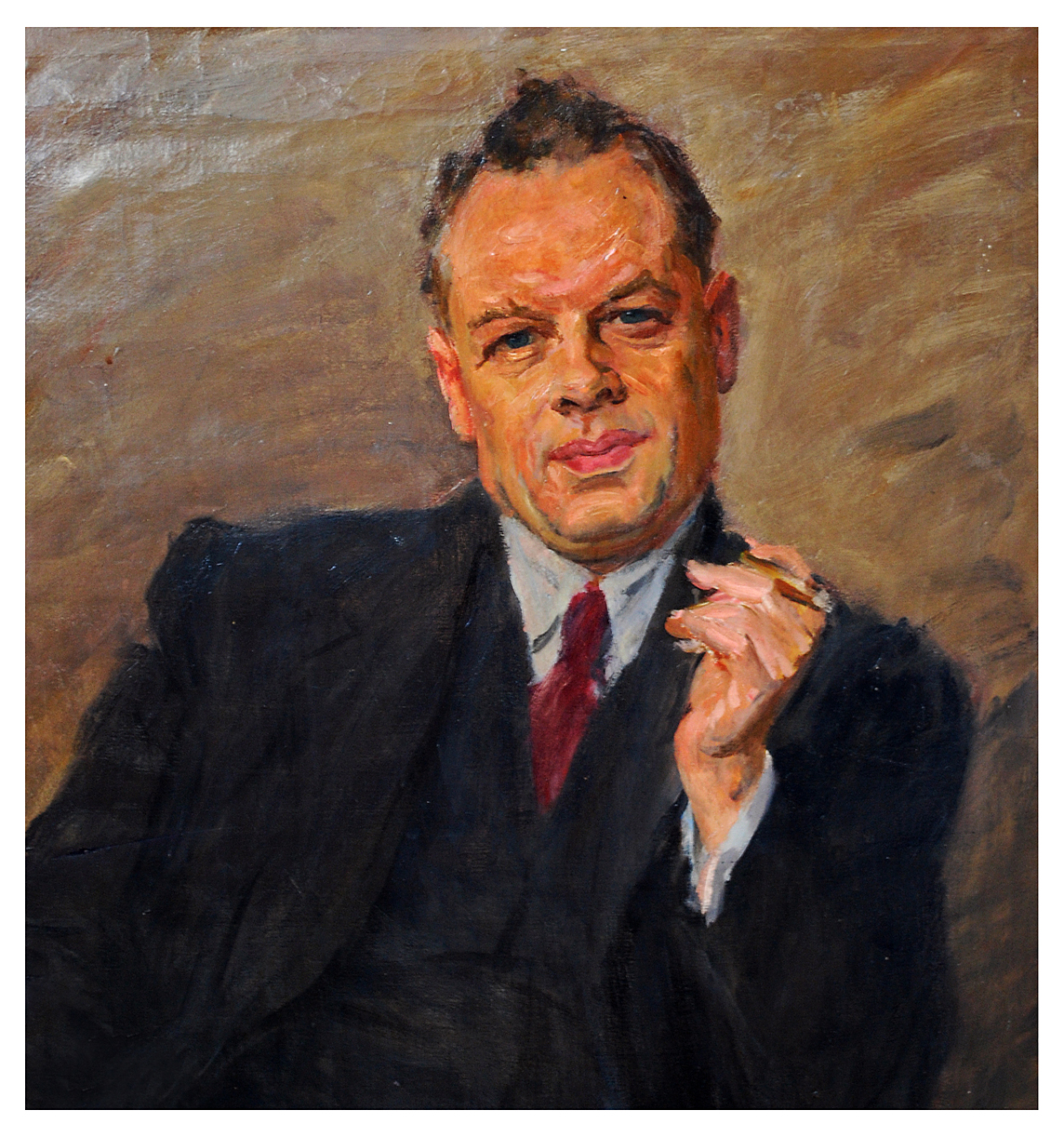
Jan Drummen naar een portret van Franz Heffels, Aken (D)

Jan Drummen (Nuth, 18 maart 1891 - aldaar, 7 november 1966) was een Nederlands architect.
Drummen is onder meer bekend geworden door het ontwerp van de wijk Lauradorp in Ubach over Worms. Jan Drummen kan men, samen met Ir. Jan Beersma van Laura & Vereeniging, rekenen tot de belangrijkste vormgevers van het mijnwerkersdorp Lauradorp.
Drummen studeerde aan de tekenscholen van Heerlen en Roermond. Van 1918 tot 1920 was hij bouwkundig opzichter van de gemeente Nuth. Van 1920 tot 1942 was hij gemeentearchitect van Brunssum en vervolgens directeur der gemeentewerken. In 1950 vestigde hij zich als zelfstandig architect. Rond 1955 vormde hij samen met Ir. J.H.L. Theunissen, evenals Drummen woonachtig in Brunssum, het architectenbureau Drummen-Theunissen. Hun bureau, waar op zeker moment zeker zes tekenaars werkzaam waren, was gevestigd aan de Kruisbergstraat 33 te Brunssum. 
Drummen was een veelzijdig architect. 
In 1917 ontwierp hij de, inmiddels als rijksmonument aangewezen, arts-praktijkwoning genaamd Antigone te Nuth in een traditionele, door het eclecticisme beïnvloede stijl.
Naast woningen heeft hij ook winkelpanden, kerken, scholen en een of meer kloosters ontworpen, in zijn eentje dan wel samen met compagnon Theunissen. In 1952 bouwde hij in Brunssum de parochiekerk Onbevlekt Hart van Maria (Fatimakerk) en in 1957 de, inmiddels gesloopte, H. Pastoor van Arskerk in Eygelshoven. In 1953 bouwde hij in Treebeek een noodkerk ten behoeve van de Rozenkransparochie. Ook diverse scholen staan op naam van zijn bureau: de ambachtsscholen van Brunssum en van Hoensbroek, de uitbreiding en nieuwbouw van de Niek Savio-Ulo te Lauradorp in de jaren 1955 en 1960, alsmede de gymnastiekzaal naast de O.L.V.school van Lauradorp in 1956. Waarschijnlijk was Drummen ook, al in de twintiger jaren, de architect van een lagere school in Brunssum-Rumpen. 
In Werkhoven bouwde hij het laatste slotklooster Godswerkhof voor de Zusters Augustinessen. 
Ook in Duitsland schijnt hij kerken te hebben gebouwd, maar men zegt dat hij daarvoor een schuilnaam gebruikte omdat hij ambtenaar was van de gemeente Brunssum en zich derhalve niet alles kon permitteren.

## Architectuur

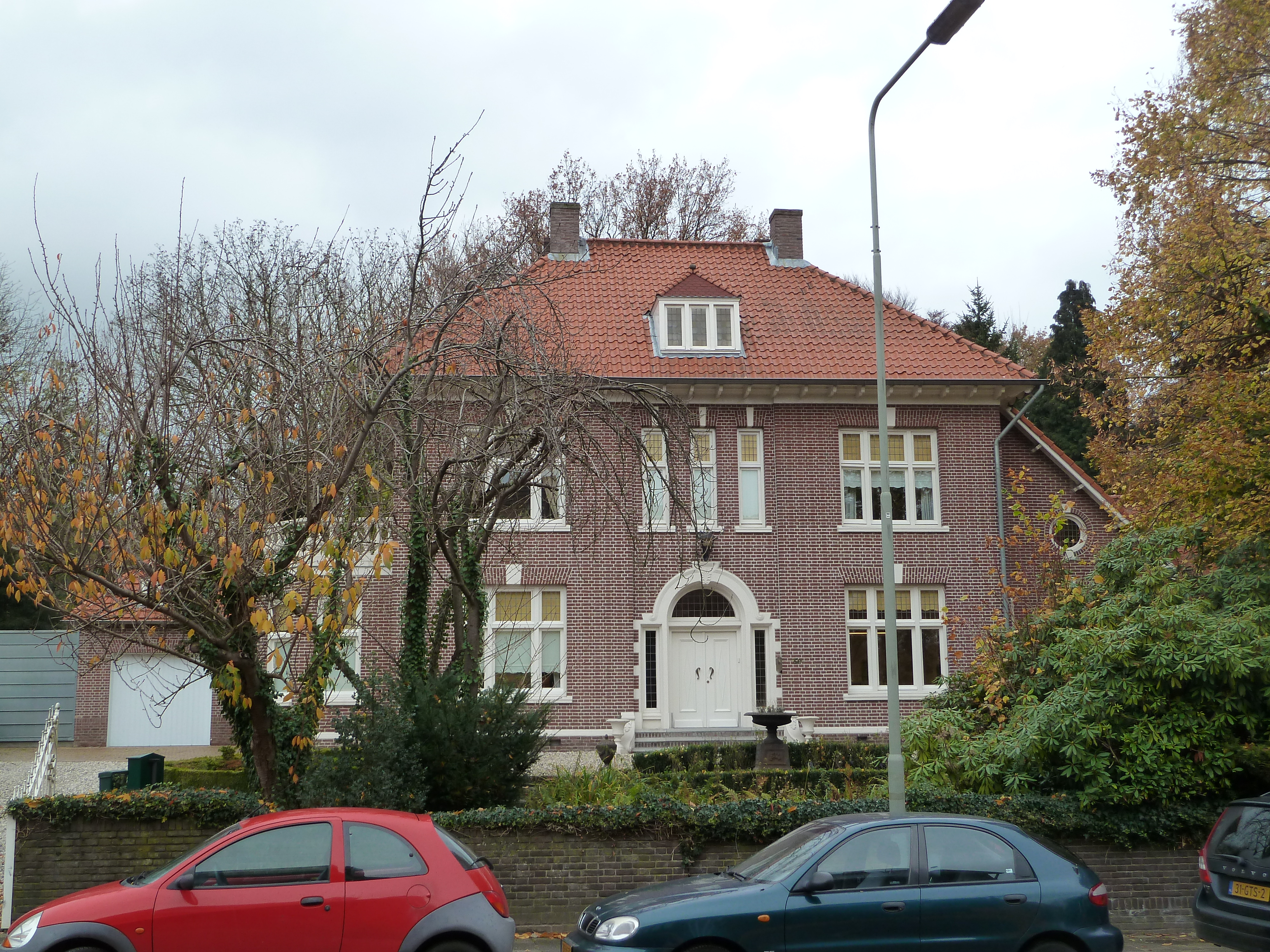
Arts-praktijkwoning, Nuth (1917)
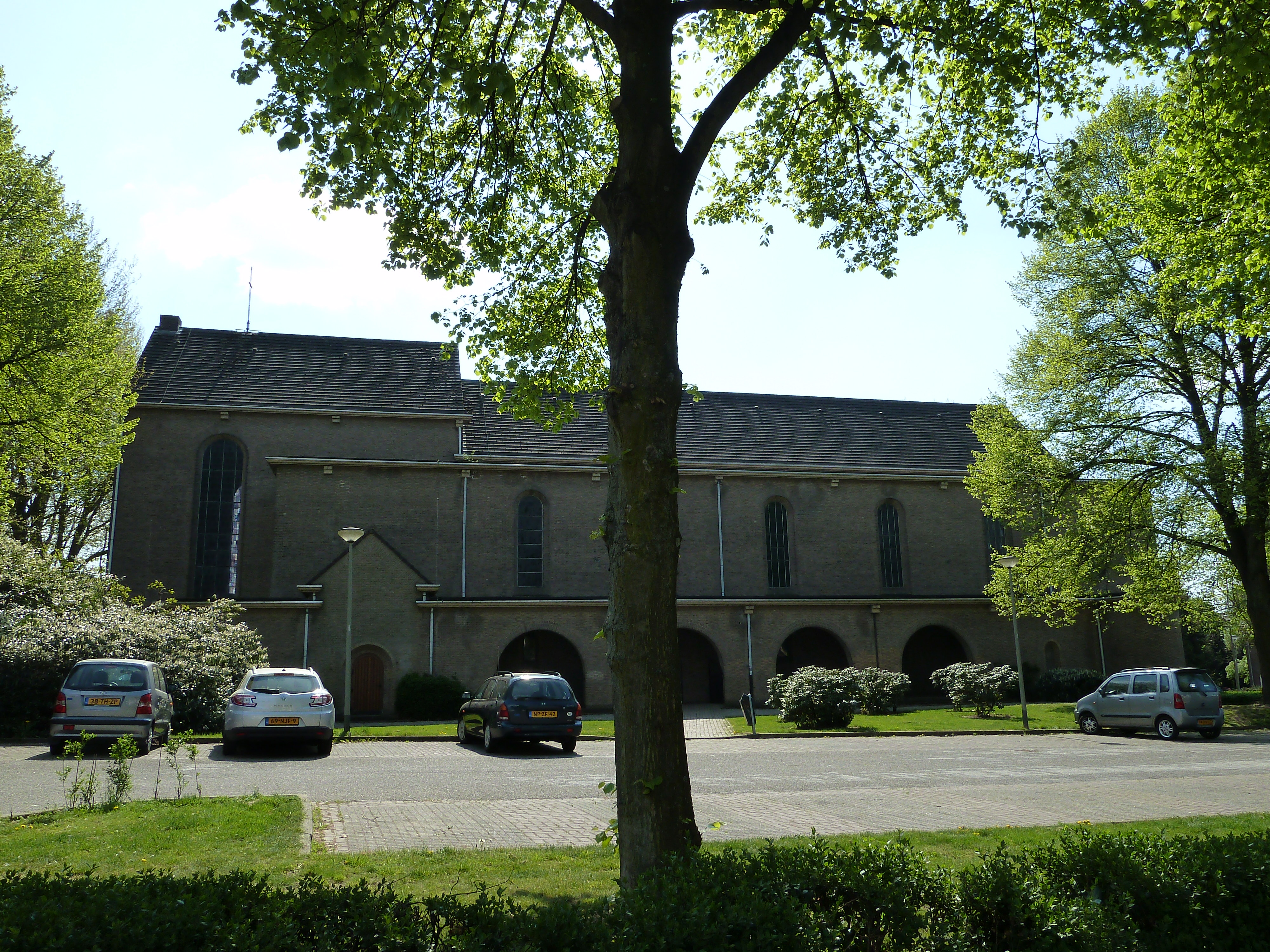
Onbevlekt Hart van Mariakerk, Brunssum (1953)
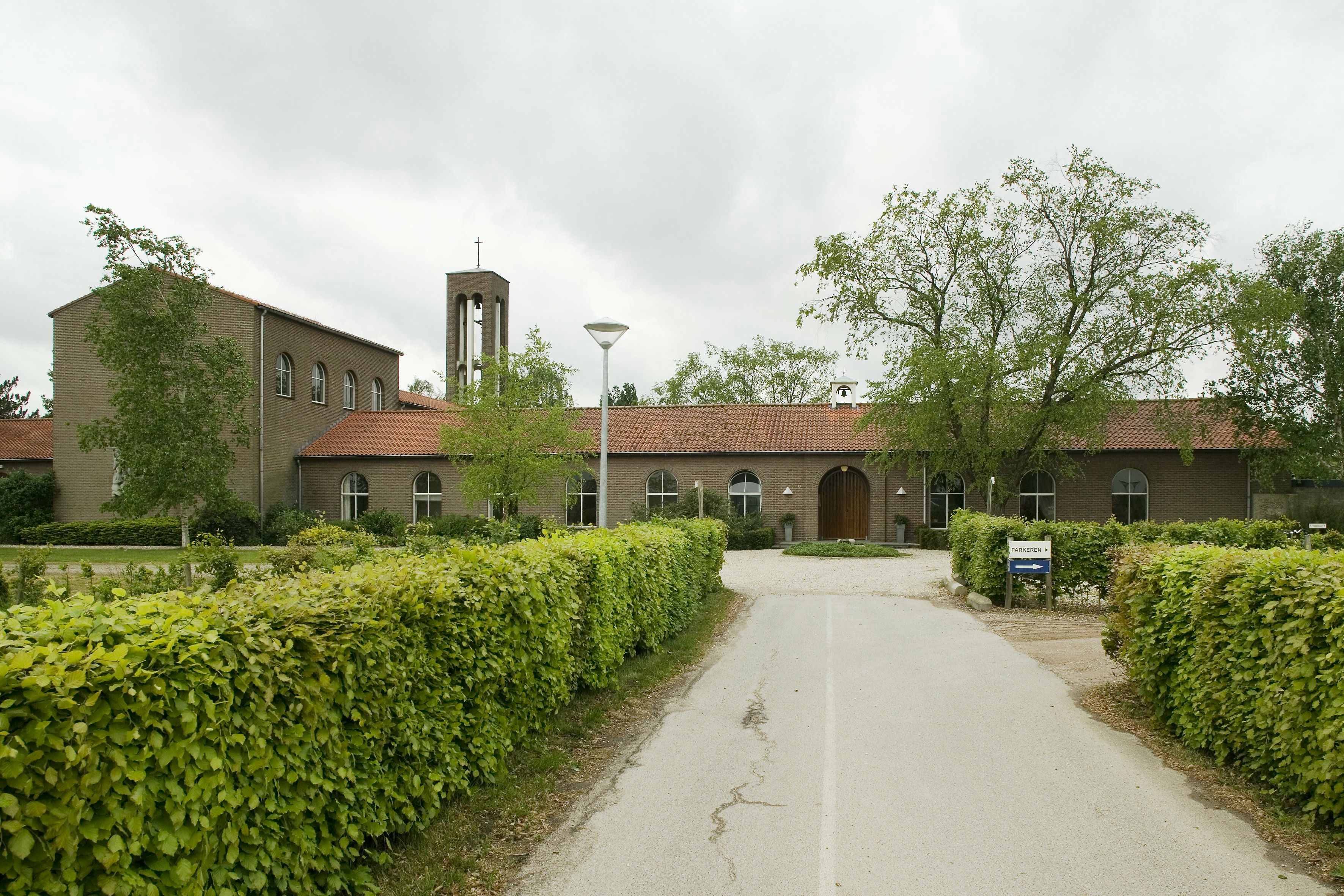
Priorij Gods Werkhof, Werkhoven (1960)